# Geraldo Martins Silveira
Geraldo Martins Silveira foi um político brasileiro do estado de Minas Gerais. Foi deputado estadual em Minas Gerais por três mandatos, durante a 5ª, 6ª e 7ª Legislaturas (1963-1975), sendo eleito pela UDN em seu primeiro mandato e pela ARENA nos demais.